# Нижин
Нижин (укр. Ніжин) град је у Украјини, у Черниговској области. Према процени из 2012. у граду је живело 73.597 становника.

## Становништво
Према процени, у граду је 2012. живело 73.597 становника.
| 1979.  | 1989.  | 2001.  | 2012.  |
| ------ | ------ | ------ | ------ |
| 69.533 | 80.533 | 76.625 | 73.597 |

## Партнерски градови
- Свидњица